# Adicocrita discerpta
Adicocrita discerpta är en fjärilsart som beskrevs av Walker 1861. Adicocrita discerpta ingår i släktet Adicocrita och familjen mätare. Inga underarter finns listade i Catalogue of Life.